# Olenecamptus mordkovitshi
Olenecamptus mordkovitshi är en skalbaggsart som beskrevs av Tshernyshev och Vladimir V. Dubatolov 2000. Olenecamptus mordkovitshi ingår i släktet Olenecamptus och familjen långhorningar. Inga underarter finns listade i Catalogue of Life.